# Albert Magnus
Albert Magnus (Amsterdam, gedoopt 16 oktober 1642 – aldaar, begraven 17 oktober 1689) was een Nederlandse boekbinder en in zijn latere jaren tevens uitgever. Hij staat erom bekend dat hij als eerste Nederlander de Franse boekband-versiertechniek aux petits fers toepaste en dat hij door een eigen draai aan deze techniek te geven, een nieuw tijdperk in het Nederlandse boekbinden teweegbracht.

## Levensloop
Albert Magnus was de zoon van Luytgien Gijsbertdr. en Magnus Hendriksz (Amsterdam, 1610 – begraven aldaar, 2 mei 1674) die ook boekbinder was. Op 30 september 1670 trouwde Albert Magnus met Marretje Claesdr. Vis. Op diezelfde dag droeg zijn vader zijn boekbinderij aan de Dirk van Hasselsteeg (tussen de huidige Nieuwezijds Voorburgwal en Damrak) aan Albert Magnus over. Kort daarna verplaatste hij de boekbinderij naar de Nieuwendijk, dichter bij de Dam. De winkel die hij hier opende, noemde hij ‘In den Atlas’. Na zijn vaders dood trad hij op 4 juni 1674 toe tot het boekverkopersgilde. Omdat Albert Magnus tijdens het leven van zijn vader de boekbinderij gekregen had, moest hij na de dood van zijn vader een bedrag aan zijn broer Hendrik Magnus en zus Hendrikje Magnus afstaan als zijnde hun deel van de erfenis.

## Techniek

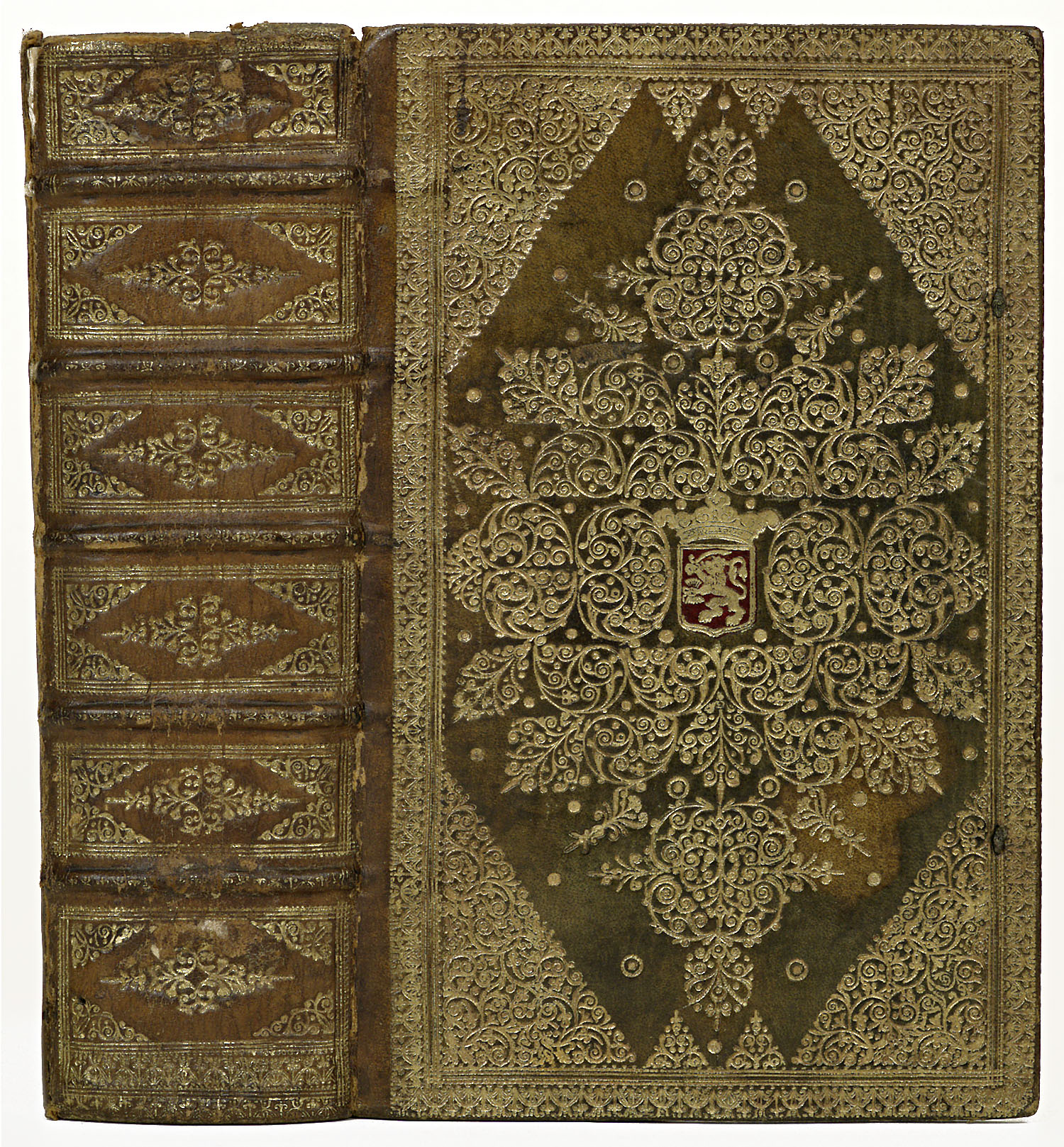
Een boek waarvan Albert Magnus de band heeft versierd. De excentrieke combinatie van fijne stippellijnen met ornamenten is ook bij deze band goed te zien.

Voor Albert Magnus de boekbinderij van zijn vader overnam, heeft hij tijd doorgebracht in Frankrijk waar hij leerde gouden stempelversieringen op boekbanden aan te brengen. Hier heeft hij waarschijnlijk ook kennisgemaakt met de Franse boekband-versiertechniek aus petits fers (ook wel: fers pointillés). Bij deze techniek werden met kleine ijzers patronen aangebracht in stippellijnen, waardoor boekbanden met meer detail konden worden versierd. Albert Magnus gaf hier zijn eigen draai aan door de patronen in stippellijnen te combineren met ornamenten. Dit wordt ook wel mélange de pointillés genoemd. Boekbanden die in deze periode, in Nederland, met deze techniek zijn versierd, werden voor een lange tijd Magnus-banden genoemd. Het tijdperk waarin deze banden werden gemaakt wordt ook wel aangeduid met de woorden ‘liber scintillat’, oftewel: het boek schittert.

## Werk
Het bekendste werk van Albert Magnus is de trouwbijbel die hij ter gelegenheid van zijn huwelijk met Marretje Claesdr. Vis maakte. De band wordt door Herman de la Fontaine Verwey als volgt omschreven:
“Deze bijbel is het voorbeeld van een Magnus-band op zijn best: op de platten een rijke, goed gecomponeerde goudversiering met talloze kleine stempels, artistiek versierde sneden met composities van bloemen en vogels op een gouden ondergrond en op het schutblad een gecalligrafeerde opdracht in dichtmaat.”
 De bijbel bevindt zich in de bijzondere collecties van de Bibliotheek van de Universiteit van Amsterdam.
De boeken die Albert Magnus bond en waarvan hij de banden versierde, waren hoofdzakelijk bijbels en atlassen, oftewel boeken van groot formaat. Zijn banden kwamen terecht bij vooraanstaande mensen, waaronder bij koning Lodewijk XIV voor wie hij een editie van de Medicina mentis et corporis van Ehrenfried Walter von Tschirnhaus maakte. In zijn latere jaren is Albert Magnus ook boeken gaan uitgeven, waaronder China Monumentis van Athanasius Kircher. Hoewel niet alle edities van dergelijke uitgaven uitgebreid werden versierd, heeft Albert Magnus een van de exemplaren van China Monumentis nog rijkelijk versierd voor paus Alexander VII.

## (Bijna-)naamgenoot
De, later heilig verklaarde, 13e-eeuwse Duitse theoloog en filosoof Albertus Magnus – de gelatiniseerde versie van Albert de Grote (ca. 1200-1280) – had ongeveer dezelfde naam.